# Osenec
Osenec (bułg. Осенец) – wieś w Bułgarii, w obwodzie Razgrad, w gminie Razgrad. W 2023 roku liczyła 917 mieszkańców.